# Modjo
Modjo byla francouzská hudební skupina aktivní v letech 1998–2003. Byla řazena k žánru house, nebo nu-disco. Celosvětově se proslavila písní Lady (Hear Me Tonight) z roku 2000. Hit ovládl singlovou hitparádu v Irsku, Itálii, Rumunsku, Skotsku, Španělsku, Švýcarsku i Velké Británii. Byl též jedničkou v Eurochart Hot 100. Roku 2001 skupina vydala své jediné album nazvané Modjo. Skupinu tvořili dva členové, Romain Tranchart a Yann Destal.